# کومانتری
کومانتری (به فرانسوی: Commentry) یک کمون در فرانسه است که در Canton of Commentry واقع شده‌است.

## خصوصیات
کومانتری ۲۰٫۹۶ کیلومترمربع مساحت و ۶٬۵۸۰ نفر جمعیت دارد و ۳۸۵ متر بالاتر از سطح دریا واقع شده‌است.